# Bremerhaven-Marathon
Der Bremerhaven-Marathon (offizielle Bezeichnung Sparda-Bank City Marathon Bremerhaven nach dem Hauptsponsor, der Gruppe der Sparda-Banken) ist ein Marathon in Bremerhaven, der seit 2005 jährlich Ende Juni stattfindet. Veranstalter ist die Eventagentur executiveSPORTS. Zum Programm gehören u. a. auch ein Halbmarathon und ein 10-km-Lauf.
Die Strecke besteht aus einem Rundkurs mit Start und Ziel vor der Bürgermeister-Smidt-Gedächtniskirche, der durch die Innenstadt von Bremerhaven führt. Der flache Kurs ist von den Halbmarathonläufern zweimal und von den Marathonis viermal zu durchlaufen.
Ein weiterer, weitaus kleinerer Marathon mit dem Namen OSC-Marathon wurde von 1999 bis 2009 vom Sportverein OSC Bremerhaven im September oder Oktober veranstaltet. Bei diesem Lauf mit einer limitierten Teilnehmerzahl von 150 wird seit 2010 nur noch über die Distanzen Halbmarathon, 5 km und 10 km gestartet.

## Statistiken

### Streckenrekorde
- Männer: 2:15:20, Mariko Kiplagat Kipchumba (KEN), 2006
- Frauen: 2:41:08, Olga Glock (RUS), 2005

### Siegerlisten

#### Marathon
| Datum         | Männer                    | Nation      | Zeit    | Frauen            | Nation      | Zeit    |
| ------------- | ------------------------- | ----------- | ------- | ----------------- | ----------- | ------- |
| 18. Juli 2010 | Jörg Herrmann             | Deutschland | 2:44:12 | Mirja Rönner      | Deutschland | 3:26:33 |
| 11. Juli 2009 | Uwe Walter                | Deutschland | 2:41:15 | Anne-Marie Calder | Deutschland | 3:29:05 |
| 28. Juni 2008 | Jürgen Lakenberg          | Deutschland | 2:58:59 | Christa Preuß     | Deutschland | 4:01:21 |
| 21. Juli 2007 | Sammy Kiptoo Kurgat       | Kenia       | 2:17:36 | Priscah Kiprono   | Kenia       | 2:44:49 |
| 23. Juli 2006 | Mariko Kiplagat Kipchumba | Kenia       | 2:15:20 | Tabitha Kibet     | Kenia       | 2:52:39 |
| 17. Juli 2005 | Adam Draczyński           | Polen       | 2:15:44 | Olga Glock        | Russland    | 2:41:08 |

#### Halbmarathon
| Jahr | Männer                 | Zeit    | Frauen                | Zeit    |
| ---- | ---------------------- | ------- | --------------------- | ------- |
| 2010 | Horst Wittmershaus -2- | 1:13:18 | Manuela Sporleder -3- | 1:24:48 |
| 2009 | Horst Wittmershaus     | 1:13:49 | Manuela Sporleder -2- | 1:27:58 |
| 2008 | Dennis Mehlfeld        | 1:10:50 | Stephanie Weber       | 1:34:16 |
| 2007 | Stefan Kolbe           | 1:20:50 | Manuela Sporleder     | 1:24:53 |
| 2006 | Francis Kiprop (KEN)   | 1:08:02 | Alina Buchheister     | 1:25:58 |
| 2005 | Torsten Naue           | 1:12:51 | Tina Versemann        | 1:29:45 |

#### 10 km
| Jahr | Männer            | Zeit  | Frauen             | Zeit  |
| ---- | ----------------- | ----- | ------------------ | ----- |
| 2010 | Torsten Naue      | 35:39 | Christiane Golenia | 43:23 |
| 2009 | Uwe Friedrich     | 33:20 | Fakja Hofmann      | 36:57 |
| 2008 | Jens Thor Straten | 35:05 | Sandra Schröder    | 40:47 |
| 2007 | Michael Willner   | 37:14 | Kim Loose          | 46:00 |
| 2006 | Oliver Böhnke     | 37:28 | Julia Dietze       | 41:16 |
| 2005 | Nico Kleinert     | 33:35 | Sonja Wittenberg   | 44:07 |

### Entwicklung der Finisherzahlen
| Jahr | Marathon | davon Frauen | Halbmarathon | davon Frauen | 10 km | davon Frauen |
| ---- | -------- | ------------ | ------------ | ------------ | ----- | ------------ |
| 2010 | 108      | 15           | 379          | 085          | 314   | 139          |
| 2009 | 128      | 17           | 494          | 118          | 365   | 149          |
| 2008 | 131      | 06           | 494          | 098          | 290   | 120          |
| 2007 | 217      | 14           | 652          | 148          | 261   | 120          |
| 2006 | 198      | 29           | 486          | 116          | 216   | 089          |
| 2005 | 257      | 19           | 502          | 128          | 204   | 066          |